# سیارک ۶۵۸۰
سیارک ۶۵۸۰ (به انگلیسی: 6580 Philbland، نامگذاری:1981EW21) شش هزار و پانصد و هشتادمین سیارک کشف شده‌است که در ۲ مارس ۱۹۸۱ کشف شد.
قدر مطلق سیارک برابر ۱۶.۲ است.